# Kevin Rose
Robert Kevin Rose (Redding, 21 febbraio 1977) è un informatico statunitense.
È il fondatore di Digg ed è stato presentatore del programma televisivo statunitense 'The Screen Savers' della rete TechTV, fondata da Ziff Davis e successivamente venduta a Paul Allen fino al 2005. Ha fondato tra l'altro la web tv Revision3 e Pownce. Presenta Diggnation ed è un Business Angel per alcune startup californiane tra cui twitter, Ngmoco, Gowalla e Foursquare.